# 자음 목록
- ㄱ
- ㄴ
- ㄷ
- ㄹ
- ㅁ
- ㅂ
- ㅅ
- ㅇ
- ㅈ
- ㅊ
- ㅋ
- ㅌ
- ㅍ
- ㅎ

## 양순음
- 양순 비음 [m]
- 무성 양순 파열음 [p]
- 유성 양순 파열음 [b]
- 무성 양순 파찰음 [pɸ]
- 유성 양순 파찰음 [bβ]
- 양순 마찰음 [ɸ]
- 양순 마찰접근음 [β]
- 양순 접근음 [β̞]
- 양순 흡착음 [ʘ]
- 양순 방출음 [pʼ]
- 양순 내파음 [ɓ]
- 양순 전동음 [ʙ]
- 양순 충격음 [ʬ]
- 양순 탄음 [ⱱ̟]

## 순치음
- 순치 비음 [ɱ]
- 무성 순치 파열음 [p̪]
- 유성 순치 파열음 [b̪]
- 무성 순치 파찰음 [p̪͡f]
- 유성 순치 파찰음 [b̪͡v]
- 무성 순치 마찰음 [f]
- 유성 순치 마찰음 [v]
- 순치 접근음 [ʋ]
- 순치 전동음 [ʙ̪]

## 설순음
- 설순 비음 [n̼]
- 무성 설순 파열음 [t̼]
- 유성 설순 파열음 [d̼]
- 무성 설순 마찰음 [θ̼]
- 유성 설순 마찰음 [ð̼]
- 설순 설측 접근음 [l̼]
- 무성 설순 설측 마찰음 [ɬ̼]
- 유성 설순 설측 마찰음 [ɮ̼]
- 설순 전동음 [r̼]

## 같이 보기
- 자음